# Lonicera javanica
Lonicera javanica är en kaprifolväxtart som först beskrevs av Bi., och fick sitt nu gällande namn av Dc. Lonicera javanica ingår i släktet tryar, och familjen kaprifolväxter. Inga underarter finns listade i Catalogue of Life.